# Willeke van Ammelrooy
Willeke van Ammelrooy, all'anagrafe Willy Geertje van Ammelrooij (Utrecht, 5 aprile 1944), è un'attrice e regista olandese.

## Biografia
Ha frequentato la Scuola d'arte drammatica di Amsterdam. A 27 anni ha esordito nel film Mira del 1971.
Nel 1995 è stata la protagonista del film L'albero di Antonia, vincitore dell'Oscar al miglior film straniero.
È sposata con il cantante lirico Marco Bakker.

## Filmografia parziale

### Cinema
- Joop slaat weer toe, regia di Wim Verstappen (1970) - cortometraggio
- Een winterliefde, regia di Frans Rasker (1970) - cortometraggio
- Mira, regia di Fons Rademakers (1971)
- Porselein, regia di Emanuel Boeck (1971) cortometraggio
- Luisa... una parola d'amore (Louisa, een woord van liefde), regia di Paul Collet e Pierre Drouot (1972)
- De inbreker, regia di Frans Weisz (1972)
- L'assassino... è al telefono, regia di Alberto De Martino (1972)
- L'amica di mio marito (Frank en Eva), regia di Pim de la Parra (1973)
- The Family, regia di Lodewijk de Boer (1973)
- Le piège, regia di Jean-Marie Pallardy (1973)
- Help, de dokter verzuipt!,regia di Nikolai van der Heyde (1974)
- I porno giochi (Le journal érotique d'un bûcheron), regia di Jean-Marie Pallardy (1974)
- Dakota, regia di Wim Verstappen (1974)
- Alicia, regia di Wim Verstappen (1974)
- Porno West (Règlements de femmes à O.Q. Corral), regia di Jean-Marie Pallardy (1974)
- Tre adorabili viziose (Mijn Nachten met Susan, Olga, Albert, Julie, Piet & Sandra), regia di Pim de la Parra (1975)
- Le calde labbra di Emanuelle (L'amour aux trousses), regia di Jean-Marie Pallardy (1975)
- Mens erger je niet, regia di Wim Verstappen (1975)
- Het jaar van de Kreeft, regia di Herbert Curiel (1975)
- L'arrière-train sifflera trois fois, regia di Jean-Marie Pallardy (1975)
- Wan Pipel, regia di Pim de la Parra (1976)
- Sweet love dolce amore (La donneuse), regia di Jean-Marie Pallardy (1976)
- It's Me, regia di Frans Zwartjes (1976)
- De komst van Joachim Stiller, regia di Harry Kümel (1976)
- Nelly, pile ou face, regia di Charlotte Rogers (1976)
- De mantel der Liefde, regia di Adriaan Ditvoorst (1978)
- Het verloren paradijs, regia di Harry Kümel (1978)
- Doodzonde, regia di René van Nie (1978)
- Grijpstra & De Gier, regia di Wim Verstappen (1979)
- Een vlucht regenwulpen, regia di Ate de Jong (1981)
- Het dak van de walvis, regia di Raúl Ruiz (1982)
- L'ascensore (De Lift), regia di Dick Maas (1983)
- Ciskje - Storia di un bambino (Ciske de Rat), regia di Guido Pieters (1984)
- André schafft sie alle, regia di Peter Fratzscher (1985)
- Op hoop van zegen, regia di Guido Pieters (1986)
- Koko Flanel, regia di Stijn Coninx e Jef Van de Water (1990)
- Sahara Sandwich, regia di Paul Ruven (1991)
- L'albero di Antonia (Antonia), regia di Marleen Gorris (1995)
- Lijmen/Het been, regia di Robbe De Hert (2000)
- Mariken, regia di André van Duren (2000)
- De omweg, regia di Frouke Fokkema (2000)
- De verlossing, regia di Hugo Claus (2001)
- De schippers van de Kameleon, regia di Steven de Jong e Marc Willard (2003)
- Suske en Wiske: De duistere diamant, regia di Rudi Van Den Bossche (2004)
- La casa sul lago del tempo (The Lake House), regia di Alejandro Agresti (2006)
- Dennis P., regia di Pieter Kuijpers (2007)
- Bride Flight, regia di Ben Sombogaart (2008)
- De hel van '63, regia di Steven de Jong (2009)
- Mijn vader is een detective: De wet van 3, regia di Will Wissink (2011)
- Verliefd op Ibiza, regia di Johan Nijenhuis (2013)
- Emmenez-Moi, regia di Anthony Van Biervliet (2013) - cortometraggio
- Het leven is vurrukkulluk, regia di Frans Weisz (2018)

## Doppiatrici italiane
Nelle versioni in italiano dei suoi lavori, Willeke van Ammelrooy è stata doppiata da:
- Angiolina Quinterno in Ciskje - Storia di un bambino
- Angiola Baggi ne L'albero di Antonia
- Aurora Cancian ne La casa sul lago del tempo